# Mustèlids
Els mustèlids (Mustelidae) són una família de mamífers carnívors. És una de les famílies més reeixides i diverses de l'ordre dels carnívors i inclou les fures, els visons (Neogale vison, Mustela lutreola), els marts, els toixons i les llúdries. Diversos membres de la família són aquàtics en graus diversos, com les llúdries de rius o les eminentment aquàtiques llúdries marines. La llúdria marina, a més, és l'únic mamífer no primat conegut que utilitza una eina: se serveix de pedres per trencar les closques de crustacis, que són una part important de la seva alimentació.

## Característiques

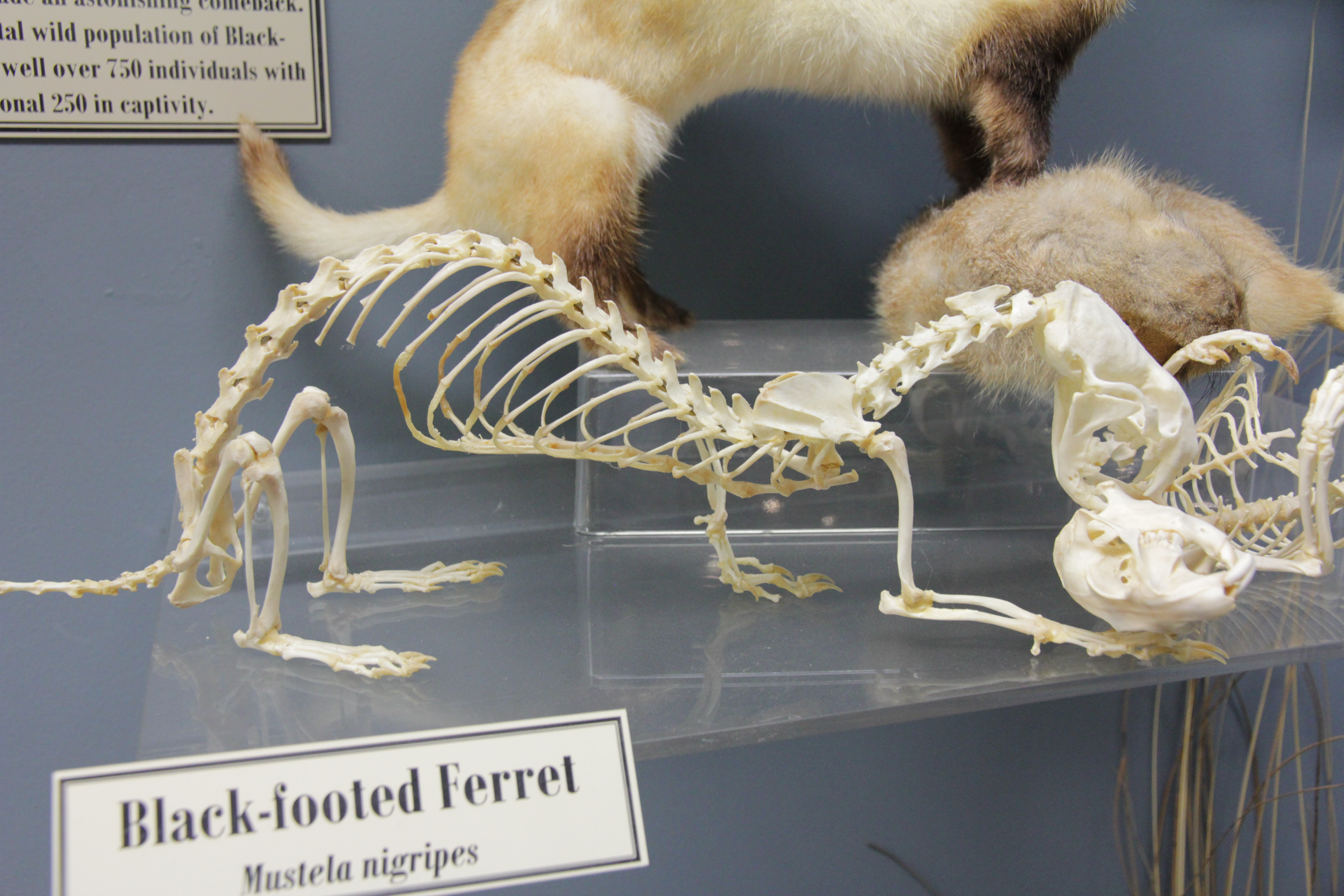
Esquelet d'un turó de peus negres exposada al Museu d'Osteologia (Oklahoma).

Dins d'un gran rang de variació, els mustèlids presenten algunes característiques comunes. Normalment són animals petits amb cossos allargats, potes curtes, cranis curts, orelles curtes i rodones i pelatge gruixut. La majoria dels mustèlids són animals solitaris i nocturns i estan actius durant tot l'any.
Amb l'excepció de la llúdria marina, tenen glàndules olfactives anals que produeixen una secreció d'olor forta que els animals utilitzen per a la selecció sexual i per marcar el territori.
La major part de la reproducció dels mustèlids implica diapausa embrionària. L'embrió no s'implanta immediatament a l'úter, sinó que roman latent durant algun temps. No es produeix cap desenvolupament mentre l'embrió roman desconnectat del revestiment de l'úter. Com a resultat, el període normal de gestació s'allarga, de vegades fins a un any. Això permet que les cries neixin en condicions ambientals favorables. La reproducció té un gran cost energètic, per la qual cosa és beneficiós per a una femella disposar d'aliments i un clima suau. Les cries tenen més probabilitats de sobreviure si el naixement es produeix després que la descendència anterior hagi estat deslletada.
Els mustèlids són predominantment carnívors, encara que alguns mengen matèria vegetal de vegades. Tot i que no tots els mustèlids comparteixen una dentició idèntica, tots posseeixen dents adaptades per menjar carn, inclosa la presència de carnisseres de cisalla. Un tret característic és un molar superior d'esquena per tallar la carn que està girat 90°, cap a l'interior de la boca. Amb variacions entre espècies, la fórmula dental més comuna és {\displaystyle {\tfrac {3.1.3.1}{3.1.3.2}}}.

## Animals d'aparença semblant
Les mofetes anteriorment s'incloïen com una subfamília dels mustèlids, però ara es consideren una família separada (Mephitidae). Les mangostes s'assemblen sorprenentment a molts mustèlids, però pertanyen a un subordre clarament diferent: els Feliformia (tots aquells carnívors que comparteixen orígens més recents amb els fèlids) i no els Caniformia (els que comparteixen orígens més recents amb els gossos). Com que les mangostes i els mustèlids ocupen nínxols ecològics similars, l'evolució convergent ha donat lloc a similituds de forma i comportament.

## Usos humans

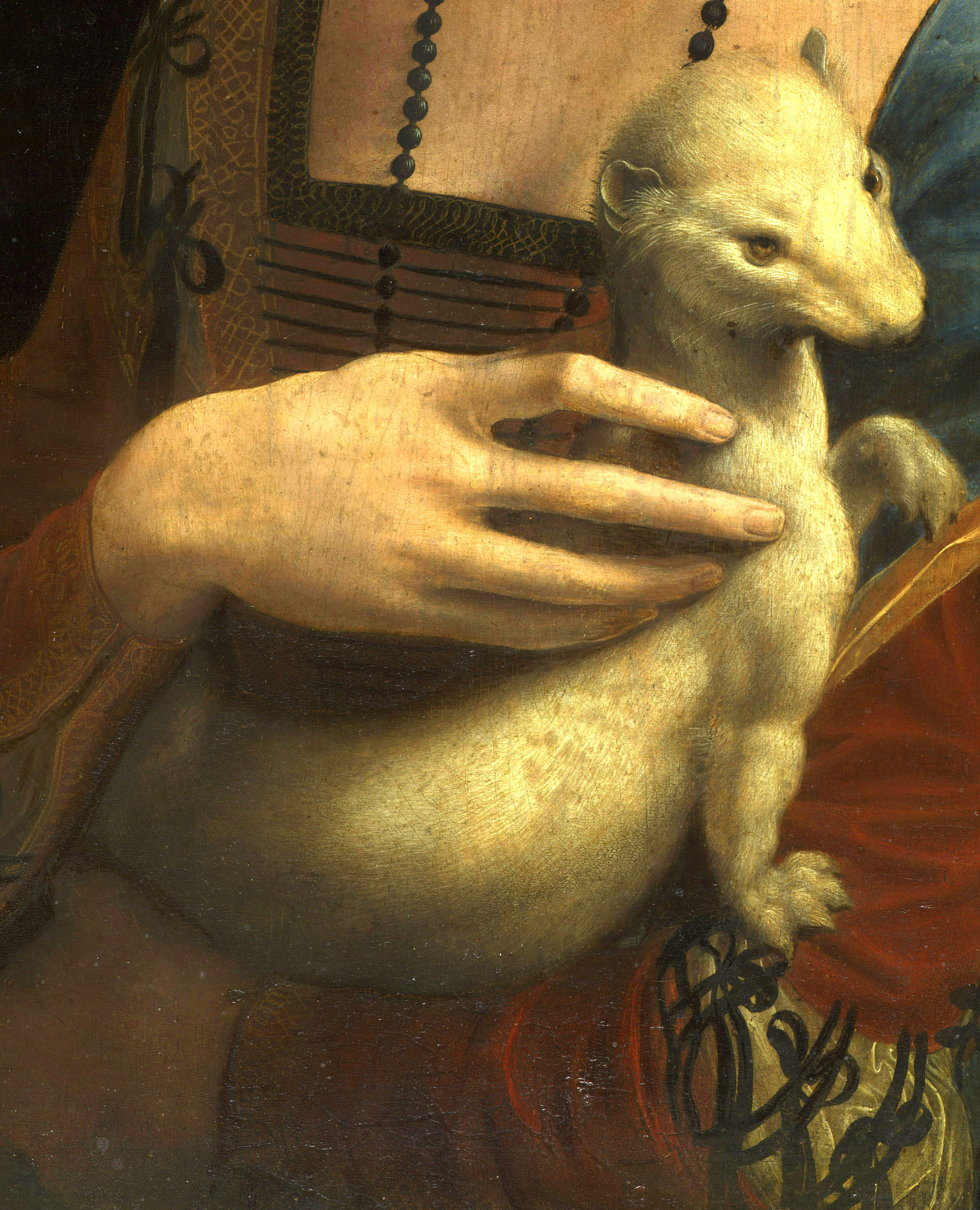
Detall de Dama amb un ermini de Leonardo da Vinci, 1489-1490.

Diversos Mustelids, inclòs el visó, les martes gibelines i els erminis, posseeixen pells que es consideren boniques i valuoses, per la qual cosa han estat caçats des de la prehistòrica. Des de l’edat mitjana primerenca, el comerç de pells era de gran importància econòmica per a les nacions del nord i de l’Europa de l’Est amb grans poblacions autòctones de mostres de pell de mustèlids, i va ser un important impuls econòmic darrere de l’expansió russa a Sibèria i l'expansió francesa i anglesa a Amèrica del Nord. En els darrers segles les granges de pells, sobretot de visó, també s’han generalitzat i proporcionen la majoria de la pell que es porta al mercat.
Una espècie, el visó marí (Neogale Macrodon) de Nova Anglaterra i el Canadà, va ser portada a l'extinció pels caçadors de pells. La seva aparença i els seus hàbits són gairebé desconeguts, ja que no es poden trobar exemplars complets i no es van realitzar estudis sistemàtics contemporanis.
La Llúdria marina, que té la pell més densa de qualsevol animal, tot just va escapar del mateix destí. El descobriment de grans poblacions al Pacífic Nord va ser la principal força econòmica de l'expansió russa a Kamtxatka, les Illes Aleutianes i Alaska, així com una causa de conflicte amb el Japó i caçadors estrangers a les illes Kurils. Juntament amb la caça generalitzada a Califòrnia i la Colúmbia Britànica, l'espècie es va posar a la vora de l'extinció fins que va entrar en vigor una moratòria internacional el 1911.
Avui, alguns mustèlids estan amenaçats per altres motius. Les llúdries marines són vulnerables als vessaments de petroli i als efectes indirectes de la sobrepesca; el turó de peus negres, relacionat amb el turó comú, pateix la pèrdua de praderia nord-americana; i les poblacions de goluts estan disminuint lentament a causa de la destrucció i la persecució de l’hàbitat. El rar visó europeu (Mustela lutreola) és una de les espècies en perill més greu d'extinció.
La fura, una mustela europea domesticada, és una mascota força comuna.

## Cladograma
|  | Mephitidae                                                 |
|  |                                                            |
|  | \| \| Procyonidae \| \| \| \| \| \| Mustelidae \| \| \| \| |
|  |                                                            |
|  | Procyonidae                                                |
|  |                                                            |
|  | Mustelidae                                                 |
|  |                                                            |

|  | Procyonidae |
|  |             |
|  | Mustelidae  |
|  |             |

|  | Mephitidae                                                 |
|  |                                                            |
|  | \| \| Procyonidae \| \| \| \| \| \| Mustelidae \| \| \| \| |
|  |                                                            |
|  | Procyonidae                                                |
|  |                                                            |
|  | Mustelidae                                                 |
|  |                                                            |

|  | Procyonidae |
|  |             |
|  | Mustelidae  |
|  |             |

## Sistemàtica
Aquesta família va ser descrita per primera vegada el 1817 pel naturalista saxó convertit en súbdit rus Gotthelf Fischer von Waldheim (1771-1853).
La classificació de les espècies d'aquesta família encara es debat entre els especialistes, alguns autors han identificat fins a sis subfamílies diferents (Mephitinae, Melinae, Mustelinae, Lutrinae, Mellivorinae i Guloninae') encara que la majoria d'ells només mantenien els quatre primers. La subfamília Mephitinae ara forma una família diferent: Mephitidae, mentre que Melinae i Mustelinae serien parafilètics. Les conclusions de l'inici del segle xxi tendeixen, doncs, a retenir només dues subfamílies: Mustelinae i Lutrinae.
Estudis genètics publicats per Koepfli et al. el 2008, i per Law et al. el 2018 van proposar una nova classificació en vuit subfamílies.

### Subfamílies i gèneres actuals

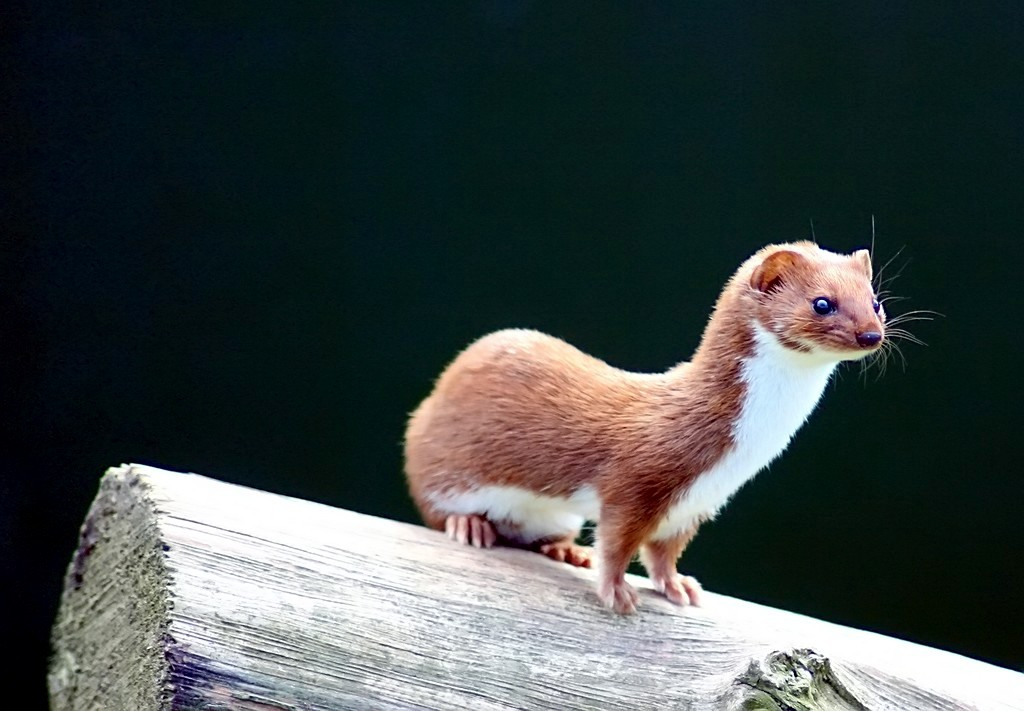
Mostela (Mustela nivalis).

Els mustèlids recents es classifiquen en vuit subfamílies en 22 gèneres:
subfamília Taxideinae
- gènere Taxidea Waterhouse, 1839
  - el toixó americà, T. taxus

subfamília Mellivorinae
- gènere Mellivora Storr, 1780
  - el ratel, M. capensis

subfamília Melinae
- gènere Arctonyx F. G. Cuvier, 1825
  - el toixó de gola blanca, A. albogularis
  - el Toixó porcí, A. collaris
  - el toixó porcí de Sumatra, A. hoevenii
- gènere Meles Brisson, 1762
  - el toixó del Japó, M. anaguma
  - el toixó asiàtic, M. leucurus
  - el toixó, M. meles

subfamília Helictidinae
- gènere Melogale I. Geoffroy Saint-Hilaire, 1831
  - el toixó del Vietnam, M. cucphuongensis
  - el toixó d'Everett, M. everetti
  - el toixó de la Xina, M. moschata
  - el toixó oriental, M. orientalis
  - el toixó de Myanmar, M. personata

subfamília Guloninae (antigament Martinae)
- gènere Eira C. E. H. Smith, 1842
  - la taira, E. barbara
- gènere Gulo Pallas, 1780
  - el golut, G. gulo
- gènere Martes Pinel, 1792
  - la marta nord-americana, M. americana
  - la marta de coll groc, M. flavigula
  - la fagina, M. foina
  - la marta del Nilgiri, M. gwatkinsii
  - la Marta, M. martes
  - la marta del Japó, M. melampus
  - M. wenzensis †
  - la marta gibelina, M. zibellina
- gènere Pekania
  - la marta pescadora, P. pennanti

subfamília Ictonychinae (antigament Galictinae)
- gènere Galictis Bell, 1826
  - el grisó petit, G. cuja
  - el grisó gros, G. vittata
- gènere Ictonyx Kaup, 1835
  - la mostela ratllada sahariana, I. libycus
  - el turó ratllat africà, I. striatus
- gènere Lyncodon Gervais, 1845
  - la mostela de la Patagònia, L. patagonicus
- gènere Poecilogale Thomas, 1883
  - la mostela de clatell blanc, P. albinucha
- gènere Vormela Blasius, 1884
  - el turó marbrat, V. pergusna

subfamília Lutrinae
- gènere Aonyx Lesson, 1827
  - la llúdria del Cap, A. capensis
  - la llúdria d'ungles curtes oriental, A. cinerea
  - la llúdria inerme del Congo, A. congicus
- gènere Enhydra Fleming, 1822
  - la llúdria marina, E. lutris
- gènere Hydrictis Pocock, 1921
  - la llúdria de coll tacat, H. maculicollis
- gènere Lontra Gray, 1843
  - llúdria del Canadà (L. canadensis)
  - llúdria de Xile (L. provocax)
  - llúdria cuallarga (L. longicaudis)
  - llúdria costanera sud-americana (L. felina)
- gènere Lutra Brisson, 1762
  - la llúdria comuna (L. lutra)
  - la llúdria de Sumatra (L. sumatrana)
- gènere Lutrogale Gray, 1865
  - la llúdria de l'Índia, L. perspicillata
- gènere Pteronura Gray, 1837
  - la llúdria gegant, P. brasiliensis

subfamília Mustelinae
- gènere Mustela Linnaeus, 1758[20] Les 17 espècies actualment reconegudes són les següents:[21]
  - la mostela de muntanya, M. altaica
  - l'ermini, M. erminea
  - el Turó de l'estepa, M. eversmannii
  - la mostela del Japó, M. itatsi
  - la mostela de panxa groga, M. kathiah
  - el visó europeu, M. lutreola
  - la mostela de Java, M. lutreolina
  - el turó de peus negres, M. nigripes
  - la mostela, M. nivalis
  - la mostela de peus nus, M. nudipes
  - el turó comú, M. putorius
  - la mostela de Sibèria, M. sibirica
  - la mostela de llom ratllat, M. strigidorsa
  - la mostela d'Egipte, M. subpalmata
- gènere Neogale (antigament Neovison)[22] Baryshnikov & Abramov, 1997
  - la mostela tropical, N. africana
  - la mostela de Colòmbia, N. felipei
  - la mostela cuallarga, N. frenata
  - el visó americà, N. vison

### Filogènesi
Els primers mustèlids semblen haver experimentat dos ràpids esclats de diversificació a Euràsia, i les espècies resultants es van estendre més tard a altres continents.

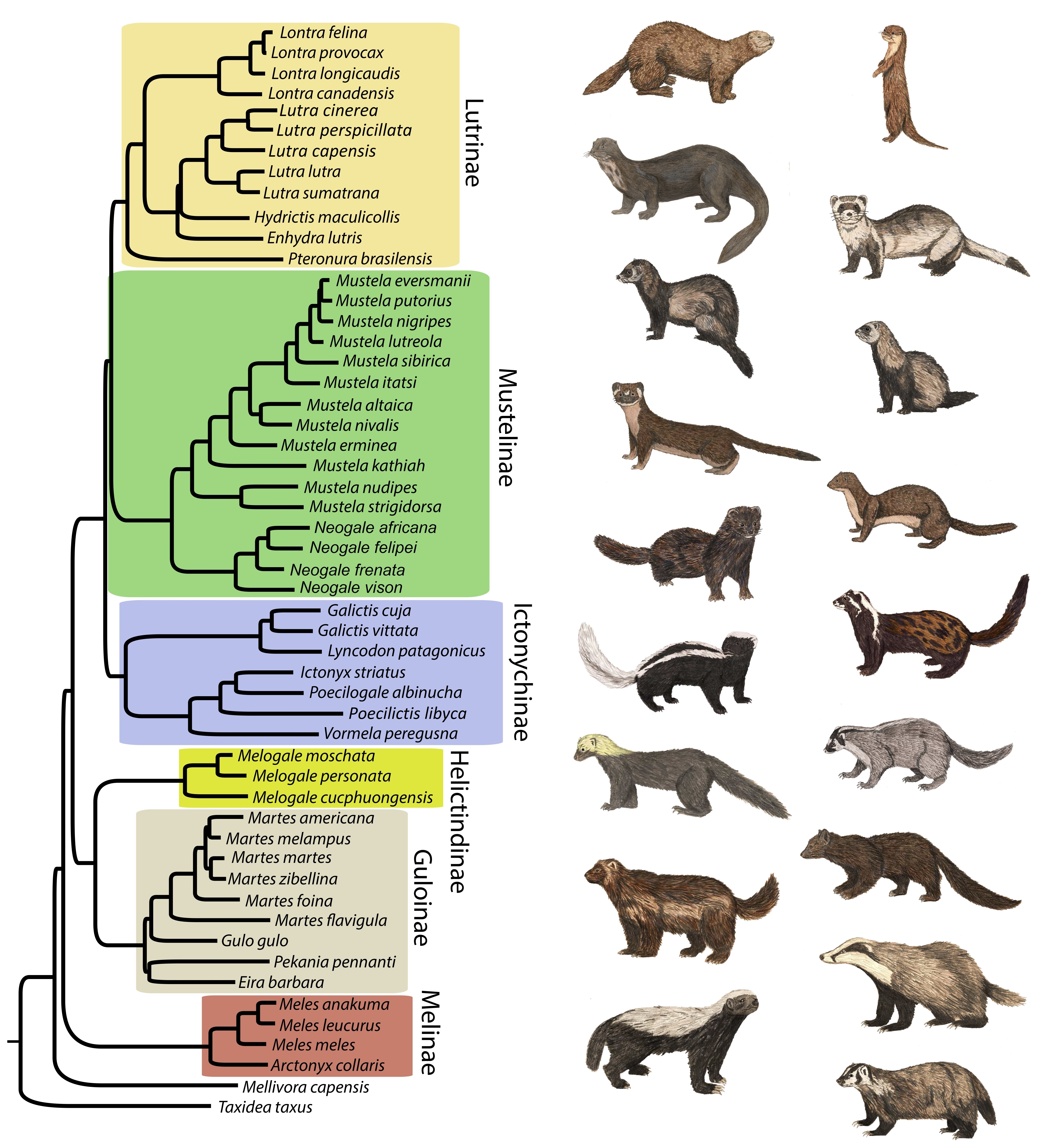
Arbre filogenètic de Mustelidae. Conté 53 de les 79 espècies putatives de mustèlids.
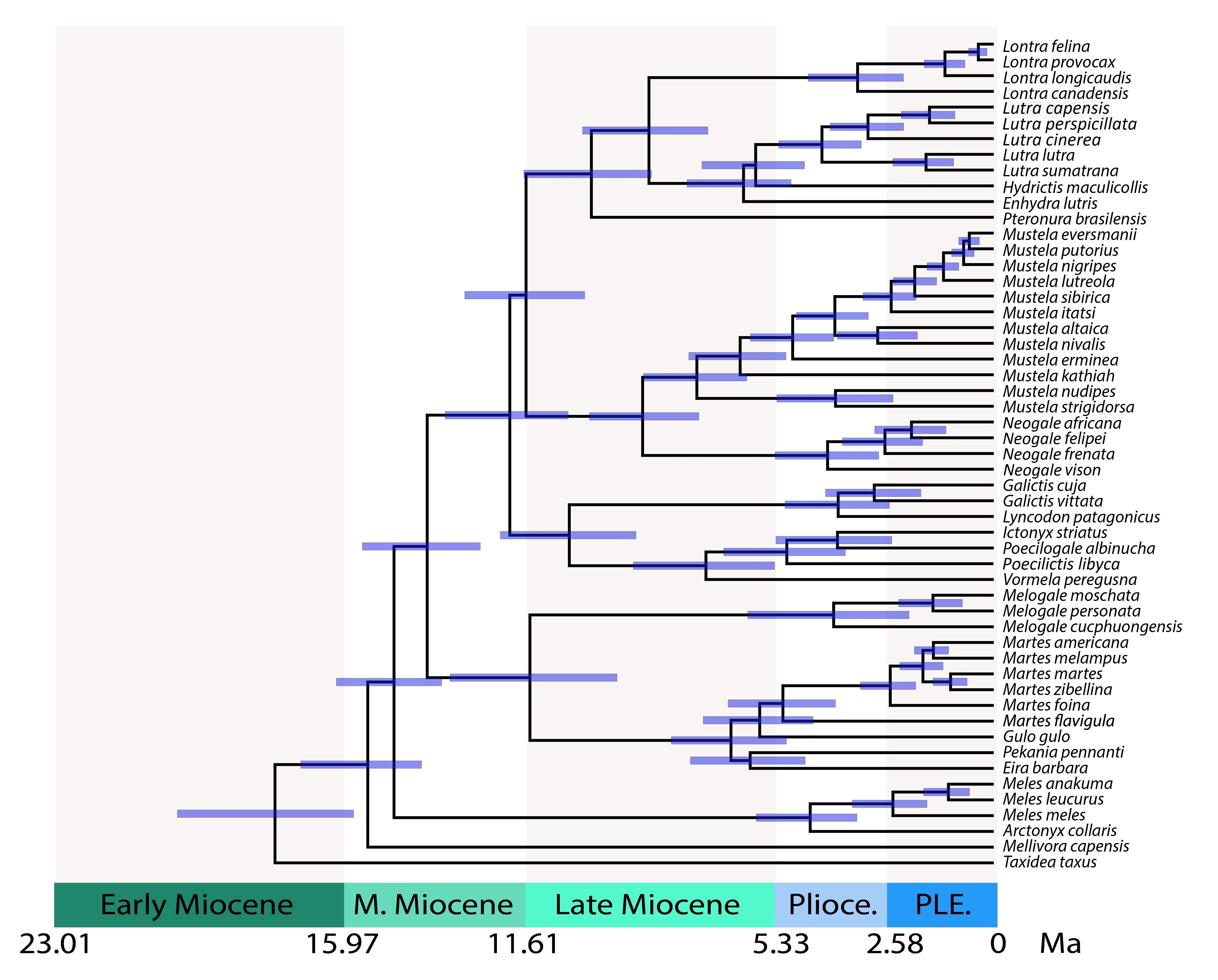
Arbre de Mustelidae calibrat en el temps que mostra temps de divergència entre llinatges. Els temps fraccionats inclouen: 28,8 milions d'anys (Ma) per als mustèlids enfront dels procionids; 17,8 Ma per Taxidiinae; 15,5 Ma per a Mellivorinae; 14,8 Ma per a Melinae; 14,0 Ma per a Guloninae + Helictidinae; 11,5 Ma per Guloninae + Naquinae enfront d'Helictidinae; 12,0 Ma per a Ictonychinae; 11,6 Ma per a Lutrinae en front de Mustelinae.

La diversitat d'espècies de mustèlids s'atribueix sovint a una radiació adaptativa que coincideix amb l'extenció del Miocè mitjà. Contràriament a les expectatives, Law et al. (2018) no van trobar cap evidència de ràpides explosions de diversificació del llinatge a l'origen dels Mustelidae, i anàlisis posteriors de les taxes de diversificació del llinatge mitjançant mètodes moleculars i fòssils no van trobar associacions entre les taxes de diversificació del llinatge i la transició climàtica del Miocè mitjà com s'havia plantejat anteriorment.